# Praktgetingfluga
Praktgetingfluga (Chrysotoxum elegans) är en blomfluga som tillhör släktet getingblomflugor. Den är klassad som starkt hotad på den svenska rödlistan och finns bara på Öland och Gotland. 

## Kännetecken
Praktgetingflugan har en svart och gul teckning vilken gör att den liknar en geting (mimikry). På bakkroppen finns fyra breda avbrutna gula band som går ända ut till sidokanten. Antennsegment tre är kortare än segment ett och två tillsammans. Längden är mellan 10 och 15 millimeter. Praktgetingflugan är snarlik åttafläckig getingfluga (Chrysotoxum octomaculatum) som skiljer sig genom att det svarta bandet är avbrutet med en gul rand strax innanför sidokanten.

## Levnadssätt
Praktgetingflugan lever på torra gräs- och hedmarker. Den besöker olika slags blommor, till exempel sommargyllen och spenört. Flygtiden är från början av juni till mitten av juli. Liksom andra arter i släktet så lever klaffgetingflugans larv på rotlevande bladlöss. 

## Utbredning
I Sverige finns praktgetingflugan bara mycket sällsynt på Öland och Gotland. I Europa finns den sällsynt i södra England. Från centrala Frankrike och söderut till delar av Spanien. I södra Tyskland och österut genom europeiska delen av Ryssland och söderut ner till Turkiet och Kaukasus.